# 李寅賓 (嘉靖進士)
李寅賓（1530年—？），字于暘，直隸徽州府婺源縣李坑人，民籍，明朝政治人物。

## 生平
嘉靖二十八年（1549年）己酉科應天府鄉試第三十六名舉人。嘉靖四十一年（1562年）中式壬戌科會試第一百五十一名，三甲第五十六名進士。授浙江嘉興縣知縣。當地有人在父親死後賣了房子，新房主在清理房屋時發現藏金，雙方發生訴訟，十年不決，至寅賓審訊時，問其父死時誰在側，回曰有妾室，今已離去。寅賓道是瓦隙之金妾所藏，因欲隨行不得，無厚積也。召來詢問，果然如此，訴訟遂解。又為王姓清故宦墓，亦片語而息十五年之爭。卒以執法觸犯忌諱，僅擢南工部主事，管理儀真漕河。中貴人奉命採香，駕駛巨舟而下，索取數百民夫，百姓驚懼而逃，縣官以此被逮，寅賓奮然登舟責問，中貴人懼而夜遁。修建學斯堂，公務之余，聚集生員講學。後以考察降調，寅賓曰：不枉法而枉官，吾所愿也。遂挂冠而歸，与洪游諸公會講，终身不輟。
李寅賓与崇祯七年（1634年）担任婺源知县的蓟州人李寅賓同姓名，一日李知县夢到去一里巷，宛然而入一人家，罗列酒肴，坐而享之。醒后派人查访，乃是理田李寅賓當天百歲祭日，子孫设祭。李知县因此到理田访问，甚是缱绻留恋，乃题写对联，刻于宗祠，自言初生時，父亲夢見有顯貴之人來對其行禮，诉说名字，李知县生時，遂以其名名之，姓名同，壬戌進士同，官至主事亦同。
李水部寅賓墓，在四都寨山四畝段。

## 家族
曾祖李永昌；祖父李思川；父李德全，母汪氏。永感下。兄用賓。弟李三賓、李彦宾（贡士）、李儒宾、李應賓、李大賓、李尚賓、李朝賓。